# Swedish Hot Rod Association
Swedish Hot Rod Association är en bilsportsorganisation för dragracing och närliggande evenemang. De olika lokala klubbarna är anslutna till Svenska Bilsportförbundet eller till Svenska Motorcykel- och Snöskoterförbundet.
SHRA bildades runt 1968 och dess första tävling var på Anderstorp.
Lokala avdelningar bildades runt om i landet. Stockholmsavdelningen var störst, men det fanns större klubbar runt om i landet så som i Lidköping, Göteborg, Malmö, Luleå, Borås, Jönköping med flera. De flesta har numera försvunnit eller gått ihop med andra klubbar. SHRA Luleå finns dock kvar och arrangerar dragracingtävlingar i Piteå. SHRA Lindesberg anordnar årligen Vårmönstringen och Linde Open. SHRA Jönköping har funnits sedan 1975 och har ett fletal olika grenar inom motorsport i klubben såsom drifting, dragraceing, e-sport, offroad och radiostyrt. De brukar även assistera på EDPS i Emmaboda i maj och även på Mantorps olika evenemang.